# Aloísio T. de Carvalho
Aloísio T. de Carvalho (Salvador, 19 de agosto de 1924) é um compositor e diretor de cinema brasileiro. Atuou como diretor em longas-metragens, dos quais O Batedor de Carteiras, de 1958 e Minha Sogra É da Polícia, 1958.

## Carreira no mundo do cinema
Decidido a viver de sua arte, mudou-se para o Rio de Janeiro, onde conheceu o diretor Raul Roulien. Em 1949 participou, como assistente de produção e de direção, do longa “Jangada”. O filme, contudo, perdeu-se em um incêndio fazendo com que assim o projeto não fosse finalizado. 
Foi através do melodrama erótico “O preço de um Desejo” (1952) que Aloísio de fato iniciou sua carreira como cineasta no meio carioca, atuando como diretor, roteirista e produtor do longa, a realização ocorreu com a ajuda do fotógrafo George Dusek. É após a finalização do longa que ele consegue se estabelecer como artista, sendo em seguida contratado pelo cantor Ronaldo Lupo para dirigir três comédias musicais. Com essa proposta, Aloísio não só une suas duas paixões, música e cinema, como também inaugura uma nova vertente no mundo das chanchadas, tendo como resultado os filmes “Genival é de Morte” (1956), “Tem Boi na Linha” (1957) e “Hoje o Galo Sou Eu” (1957). 
Com mais experiência e confiança, de Carvalho começa sua carreira como produtor e diretor independente. Em 1957, realiza o longa “Maluco por Mulher”, em conjunto com o ator Zé Trindade e cria o seu “Oscarito”, estereótipo de personagem bastante encontrado nas chanchadas, o típico herói malandro e trapaceiro, obcecado por dinheiro e ao mesmo tempo desempregado, que representa a união de preconceitos, em destaque o de classe, com virtudes, gerando o famoso “jeitinho brasileiro”. Dessa maneira, vê-se de forma genérica tal protagonista em “O Batedor de Carteiras” (1958). Diversos dos bordões que tornaram Trindade famoso, foram criados pelo diretor. 
Seu filme de maior sucesso foi “Minha Sogra é da Polícia” (1958), e por meio da personagem de Violeta Ferraz trazia maior familiaridade para com os espectadores uma vez que espelhava o comportamento deste público urbano, caracterizado por valores de amizade, vizinhança e costumes comunitários típicos do subúrbio carioca. Além disso, é nítida a preocupação com a mise-en-scéne e com a liberdade dos atores, trazendo a improvisação para a filmagem de forma natural. 
Seguindo para um cinema mais sério e tecnológico, Aloísio transforma seu estilo, passando a utilizar videotape e cor em seus longas. Em “Rio, Capital do Samba” (1961), tem-se um dos primeiros filmes brasileiros feitos com suporte videomagnético, e, seguindo a perspectiva de modernização, a película “O Senhor dos Navegantes” (1962) foi realizada em cores. Este último longa-metragem era definido por ter um tom mais áspero para a época, pois se tratava de uma homenagem à sua mãe recém falecida. No entanto, apesar de seu valor técnico e emocional para o autor, essa obra se esvaiu em poucos anos pois o laboratório “Policrom” não fazia uso do banho fixador, ocasionando uma deterioração rápida desse filme.
Dessa maneira, desiludido em função dessa perda o diretor se ausenta do campo de produções cinematográficas, passa a se dedicar ao cinema Jussara no Rio de Janeiro e a se ocupar com Salvatagem Marinha.

## Filmografia
| Ano       | Título                   | Função                        | Gênero  |
| --------- | ------------------------ | ----------------------------- | ------- |
| 1952      | Preço de um Desejo       | Direção e Roteiro             | Drama   |
| 1956      | Genival é de Morte       | Direção                       | Comédia |
| 1957      | Hoje o Galo sou Eu       | Direção                       | Comédia |
| 1957      | Tem Boi na Linha         | Direção                       | Comédia |
| 1957      | Maluco por Mulher        | Direção, Argumento e Roteiro  | Comédia |
| 1958      | Minha Sogra é da Polícia | Produção e Direção            | Comédia |
| 1958      | O Batedor de Carteiras   | Direção e Roteiro             | Comédia |
| 1960      | Pequeno por Fora         | Direção e Roteiro             | Comédia |
| 1962      | Rio à Noite              | Direção                       | Musical |
| 1962-1964 | O Senhor dos Navegantes  | Direção, Argumento e Produção | Drama   |